# Роберт Шерард
Роберт Гарборо Шерард (англ. Robert Harborough Sherard) — англійський письменник і журналіст, відомий своєю близькою дружбою з Оскаром Вайлдом. Першим і найпродуктивніший біограф Вайлда першої половини XX століття.

## Біографія
Роберт Гарборо Шерард народився 3 грудня 1861 року в Патні, Лондон, Англія. Його батько — преподобний Беннетт Шерард Калкрафт Кеннеді, позашлюбний син Роберта Шерарда, 6-го графа Гарборо, та актриси Емми Лав. Його мати, Джейн Стенлі Вордсворт — онука відомого поета Вільяма Вордсворта . 1882 року Роберт вирішив відмовитися від прізвища Кеннеді, коли він переїхав до Парижа після сварки з батьком, який позбавив його спадщини.
Шерард закінчив коледж Елізабетв Гернсі, а також навчався в Оксфордському та Боннському університетах..
Протягом усієї своєї кар'єри Шерард писав про вплив, який несе для Англії імміграція. Його статті критикували за ксенофобію та антисемітизм. Хоча його вважали «відкритим спостерігачем за „соціальними проблемами“» з антисемітськими поглядами, він стверджував, що ним не керувала ненависть до євреїв.

## Особисте життя
Шерард одружувався тричі. 1887 року одружився з Мартою Ліпською, донькою барона де Штерн. Вони розлучилися в 1906 році. 1908 року одружився з Ірен Осгуд, американською письменницею, поетесою та драматургинею. Вони розлучилися в 1915 році . Зрештою в 1928 році одружився з Еліс Мюріель Фіддіан. 
Шерард помер у січні 1943 року в Ілінгу, Західний Лондон, у віці 81 року.